# Can Kurt
Can Kurt (* 25. Mai 2001 in Wien) ist ein österreichischer Fußballspieler.

## Karriere
Kurt begann seine Karriere beim DSV Fortuna 05. Zur Saison 2011/12 kam er in die Jugend des SK Rapid Wien, in der er ab der Saison 2015/16 auch in der Akademie spielte, in der er sämtliche Altersstufen durchlief.
Zur Saison 2019/20 wechselte er zum Zweitligisten SKU Amstetten. Sein Debüt für Amstetten gab er im September 2019 im ÖFB-Cup gegen den FC Blau-Weiß Linz. Im Juli 2020 debütierte er schließlich auch in der 2. Liga, als er am 27. Spieltag jener Saison gegen den SV Lafnitz in der Startelf stand. Für Amstetten kam er in fünfeinhalb Jahren zu insgesamt 106 Zweitligaeinsätzen.
Im Februar 2025 wechselte Kurt zum Ligakonkurrenten SKN St. Pölten, bei dem er einen bis 2026 laufenden Vertrag erhielt.